# Racing Cars
Racing Cars es una banda de pop originaria de Gales, formada en Rhondda Valley en 1973. Su más reciente álbum, Second Wind, fue lanzado a la venta en octubre de 2007.

## Miembros de la banda
- Graham Headley Williams (guitarrista)
- Gareth Mortimer (guitarrista / vocalista)
- Simon Davies (teclista y vocal)
- Colin Griffin (baterista)
- Chris Thomas (bajista)
- Robert James Wilding (baterista)
- David Land (bajista)
- Roy 'Alice' Ennis (guitarrista)

## Discografía

### Singles
- "They Shoot Horses Don’t They?" - (1977) - UK n.º 14

### Álbumes
- Downtown Tonight (1976) - (Chrysalis) - UK n.º 39
- Live in Concert (1977) - (ROIR)
- Weekend Rendezvous (1977) - (Chrysalis)
- Bring On the Night (1978) - (Chrysalis)
- Bolt from the Blue (2000) - (Angel Air)
- Second Wind (2007) - (Angel Air)